# Plagiolepis pontii
Plagiolepis pontii är en myrart som beskrevs av Menozzi 1939. Plagiolepis pontii ingår i släktet Plagiolepis och familjen myror. Inga underarter finns listade i Catalogue of Life.